# Rincão
Rincão este un oraș în São Paulo (SP), Brazilia.